# 1952年ヘルシンキオリンピックのカナダ選手団
1952年ヘルシンキオリンピックのカナダ選手団（1952ねんヘルシンキオリンピックのカナダせんしゅだん）は、1952年7月19日から8月3日にかけてフィンランドの首都ヘルシンキで開催された1952年ヘルシンキオリンピックのカナダ選手団、およびその競技結果。

## 概要
今大会は金メダル1個、銀メダル2個、合計3個のメダルを獲得した。

## メダル
| メダル | 選手名               | 競技 | 種目       |
| ------ | -------------------- | ---- | ---------- |
| 金     | ジョージ・ジェネルー | 射撃 | クレー射撃 |